# Babinavichy
Babinavichy (en biélorusse : Бабінавічы, en russe : Бабиновичи) est un village du raïon de Liozna dans la voblast de Vitebsk, en Biélorussie. Il est situé sur la rive ouest du lac Зеленское (ru), à 30 km au sud-ouest de Liozna et à 75 km de Vitebsk. Sa population s'élevait à 589 habitants en 2005.

## Histoire
En 1772, à la suite du premier partage de la Pologne, Babinavichy est cédé à l'Empire russe.
Le 27 juillet 1812, un détachement des lanciers rouges de la Garde impériale napoléonienne d'environ cinquante cavaliers est attaqué à Babinavichy par les uhlans de la Garde impériale russe, et est presque entièrement fait prisonnier.

## Population
Recensements ou estimations de la population :
| 1860  | 1897  | 2005 |
| ----- | ----- | ---- |
| 1 271 | 1 157 | 589  |